# Лёйе (коммуна)
Лёйе́ (фр. Lœuilley) — коммуна во Франции, находится в регионе Франш-Конте. Департамент — Верхняя Сона. Входит в состав кантона Отре-ле-Гре. Округ коммуны — Везуль.
Код INSEE коммуны — 70305.

## География
Коммуна расположена приблизительно в 280 км к юго-востоку от Парижа, в 55 км северо-западнее Безансона, в 60 км к западу от Везуля.
На юго-западе коммуны протекает река Венжан, приток реки Сона.

## Население
Население коммуны на 2010 год составляло 119 человек.
| 1962 | 1968 | 1975 | 1982 | 1990 | 1999 | 2010 |
| ---- | ---- | ---- | ---- | ---- | ---- | ---- |
| 128  | 96   | 116  | 116  | 100  | 103  | 119  |

## Администрация
| Период | Период | Фамилия     | Партия | Примечания |
| ------ | ------ | ----------- | ------ | ---------- |
| 2001   | 2005   | Пьер Менго  |        |            |
| 2005   | 2014   | Андре Шапюи |        |            |

## Экономика

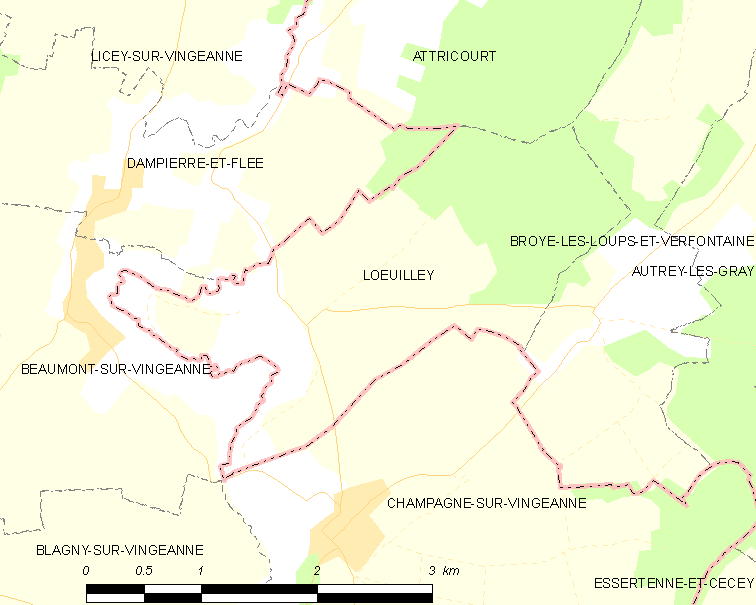
Карта коммуны

В 2010 году среди 62 человек трудоспособного возраста (15—64 лет) 47 были экономически активными, 15 — неактивными (показатель активности — 75,8 %, в 1999 году было 70,1 %). Из 47 активных жителей работали 41 человек (23 мужчины и 18 женщин), безработных было 6 (4 мужчины и 2 женщины). Среди 15 неактивных 3 человека были учениками или студентами, 10 — пенсионерами, 2 были неактивными по другим причинам.